# Joan Ponc
Joan Ponc, katalánsky Joan Ponç i Bonet (28. listopadu 1927, Barcelona – 4. dubna 1984, Saint-Paul-de-Vence, Francie) byl katalánský malíř působící v Barceloně. Roku 1965 byl vyznamenán velkou cenou na bienále v Sao Paolo v Brazílii. Zemřel ve Francii. Jeho dílo se vyznačuje plochami barev přecházejícími v různé odstíny a detaily tvořenými drobnými tečkami barvy (pointilismus).